# Illens

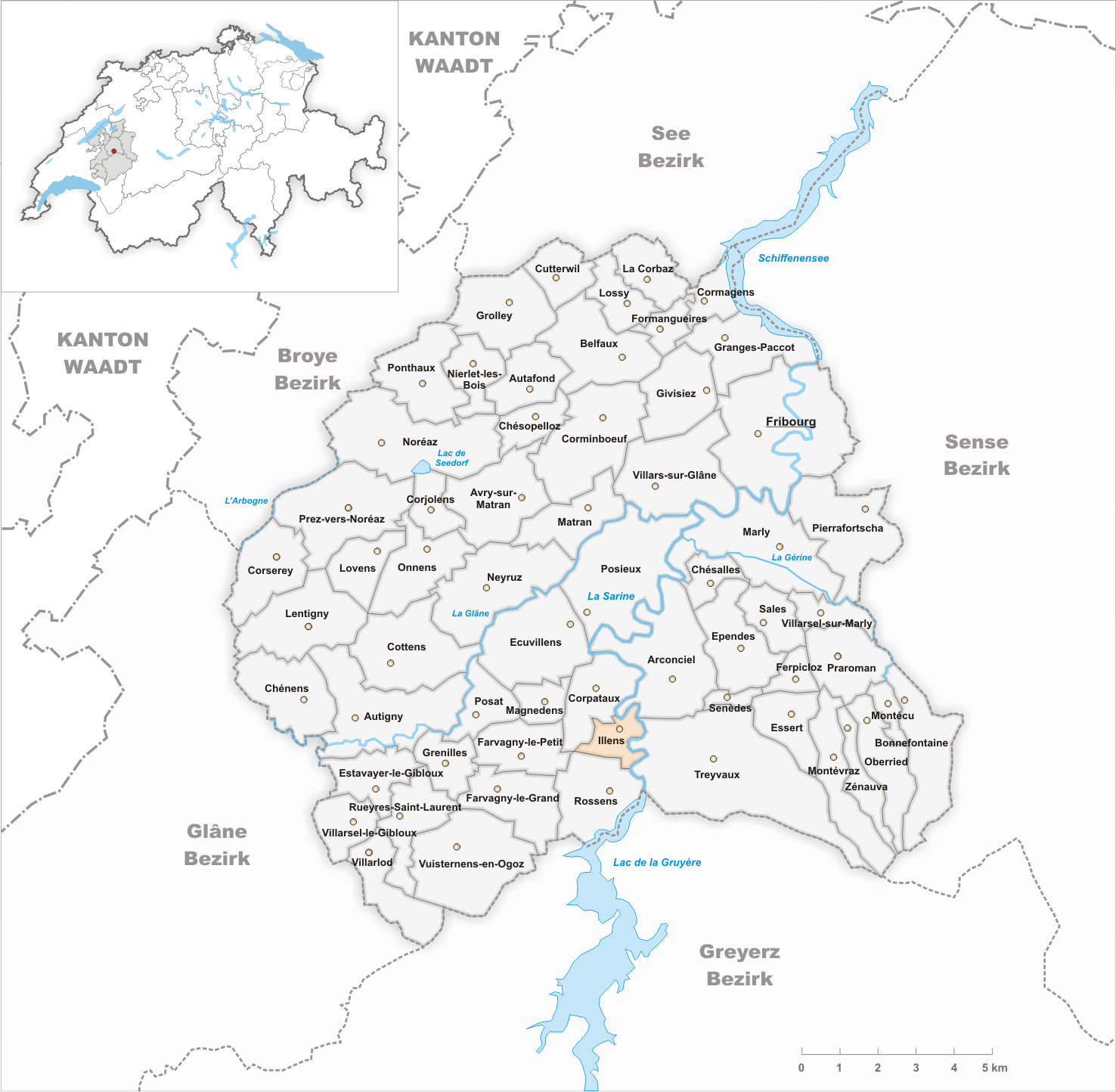
Gemeindestand vor der Fusion am 1. Januar 1972

Illens (deutsch Illingen) ist eine Häusergruppe, die mit der nahegelegenen gleichnamigen Burgruine in der Gemeinde Gibloux im Schweizer Kanton Freiburg liegt.

## Geschichte
Illens war einst das Burggehöft der Burg Illens. 1845 erhielt es den Status einer selbständigen Gemeinde, zählte aber nie mehr als drei Haushaltungen. Schon ab 1885 wurde die Kleinstgemeinde von der Nachbargemeinde Rossens mitverwaltet. 1915 wurden beim Neubau von Stallungen die Grundmauern der 1441 erwähnten romanischen Niklauskapelle entdeckt. Kirchlich gehörte Illens lange zu Farvagny und seit 1876 zu Rossens.
Vor ihrer Fusion mit der Gemeinde Rossens per 1. Januar 1972 galt sie mit ihren rund einem Dutzend Einwohnern als die kleinste Gemeinde der Schweiz. 2016 schloss sich Rossens einschliesslich von Illens der neugebildeten Gemeinde Gibloux an.

## Bevölkerungsentwicklung
Die Bevölkerung entwickelte sich wie folgt:
Einwohnerzahlen: Volkszählungsdaten

## Verkehr
Die Häusergruppe wird über die Ortsverbindungsstrasse von Corpataux nach Rossens erschlossen. An der Abzweigung der Stichstrasse nach Illens befindet sich eine Bushaltestelle der Buslinien von Freiburg nach Farvagny der Transports publics Fribourgeois.

Historisches Luftbild von Werner Friedli von 1963